# Leciophysma
Leciophysma är ett släkte av lavar som beskrevs av Theodor 'Thore' Magnus Fries. Leciophysma ingår i familjen Collemataceae, ordningen Peltigerales, klassen Lecanoromycetes, divisionen sporsäcksvampar och riket svampar.
Kladogram enligt Dyntaxa:
| Leciophysma | \| \| Leciophysma finmarkicum \| \| \| \| |
|             | \| \| Leciophysma finmarkicum \| \| \| \| |
|             | Collema                                   |
|             |                                           |
|             | Leptogium                                 |
|             |                                           |
|             | Leciophysma finmarkicum                   |
|             |                                           |

|  | Leciophysma finmarkicum |
|  |                         |